# باشگاه فوتبال چوکای تالش
باشگاه فوتبال چوکا تالش یک باشگاه فوتبال ایرانی در شهر تالش می‌باشد که هم‌اکنون در لیگ دسته دوم فوتبال ایران بازی می‌کند.

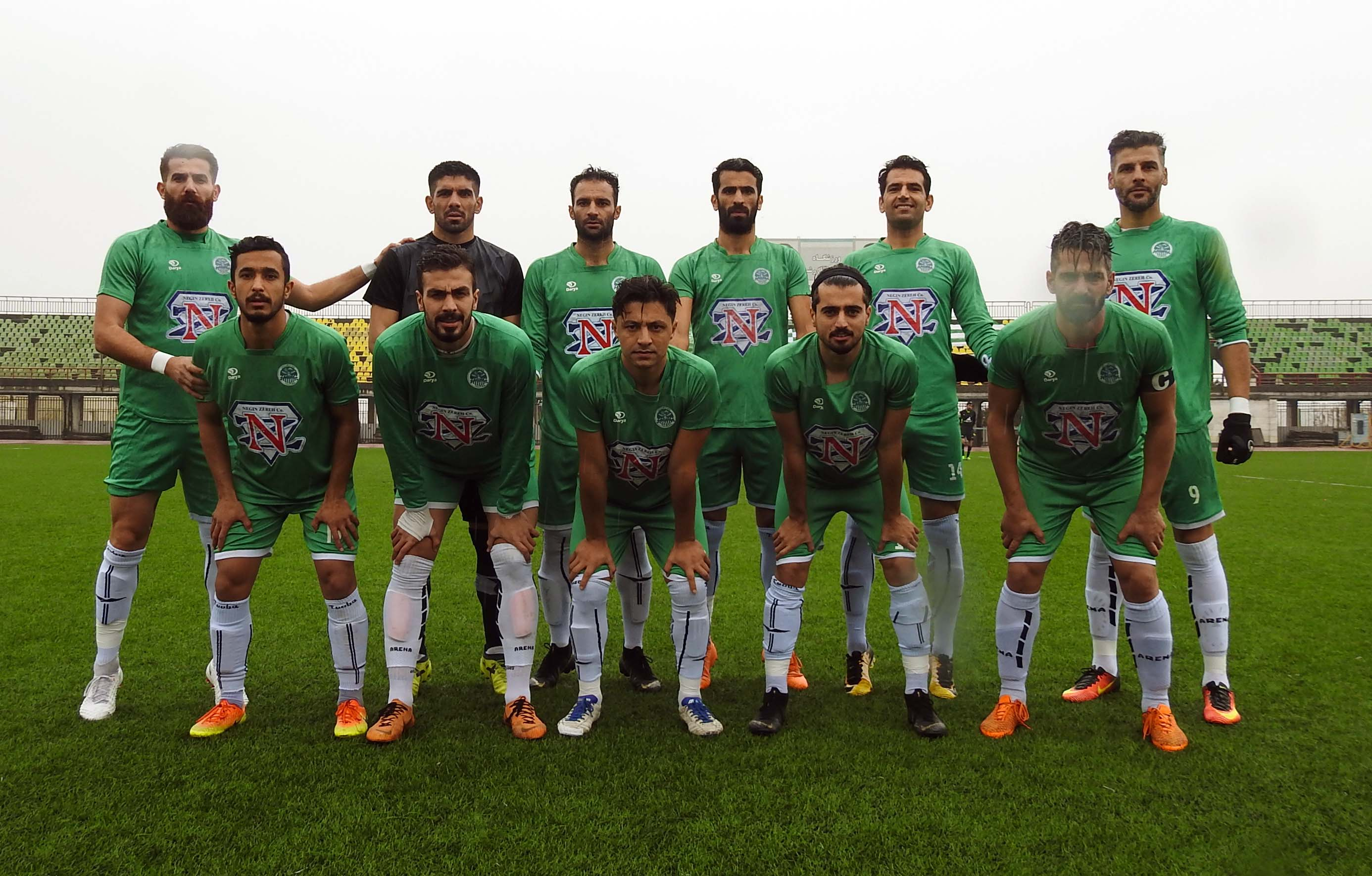
عکس تیمی چوکا تالش

## پیشینه
این باشگاه در سال ۱۳۷۰ با خرید امتیاز تیم استقلال انزلی توسط شرکت چوب و كاغذ ايران (چوکا) تأسیس شد. این تیم در ابتدا با نام چوکای انزلی وارد فوتبال ایران شد و سپس به چوکای تالش تغییر نام داد. در سال ۱۳۷۶ با تلاش‌های فراوان مردم و نماینده وقت تالش (بهمن محمدیاری) به شهر هشتپر در شهرستان تالش منتقل و نام آن به چوکا تالش تغییر یافت. از آن زمان به بعد بازی‌های چوکا در ورزشگاه پوریای ولی تالش برگزار می‌شود.
نخستین مالک این تیم شرکت صنایع چوب و کاغذ ایران (چوکا) بود. شرکتی که در سال ۱۳۵۲ با مشارکت سازمان گسترش و نوسازی صنایع ایران (۶۰٪ سهام) و وزارت کشاورزی و عمران روستایی (۴۰٪ سهام) تاسیس شد. بعدها جلال تفرشیان مالکیت باشگاه چوکا را به دست آورد.
چوکا در فصل‌های ۱۳۷۲، ۱۳۷۳، ۷۸-۱۳۷۷ و ۷۹-۱۳۷۸ در سطح اول فوتبال ایران بازی کرده است.

## عملکرد کلی
| فصل       | سطح | لیگ         | رتبه                | توضیحات |
| --------- | --- | ----------- | ------------------- | ------- |
| ۸۹–۱۳۸۸   | ۴   | دسته ۳      | اول گروه۱ (دور دوم) | صعود    |
| ۹۰–۱۳۸۹   | ۳   | دسته ۲      | ۸م گروه۱            |         |
| ۹۱–۱۳۹۰   | ۳   | دسته ۲      | ۱۱م گروه۲           |         |
| ۹۲–۱۳۹۱   | ۳   | دسته ۲      | ۱۲م گروه۱           | سقوط    |
| ۹۳–۱۳۹۲   | ۴   | دسته ۳      | ۴م گروه۱ (دور دوم)  |         |
| ۹۴–۱۳۹۳   | ۴   | دسته ۳      | ۱۱م گروه۱ (دور دوم) |         |
| ۹۵–۱۳۹۴   | ۴   | دسته ۳      | ۳م گروه۱ (دور دوم)  |         |
| ۹۶–۱۳۹۵   | ۴   | دسته ۳      | ۷م گروه۱ (دور دوم)  |         |
| ۹۷–۱۳۹۶   | ۴   | دسته ۳      | اول گروه۱ (دور دوم) | صعود    |
| ۹۸–۱۳۹۷   | ۳   | دسته ۲      | ۷م گروه۱            |         |
| ۹۹–۱۳۹۸   | ۳   | دسته ۲      | قهرمان              | صعود    |
| ۱۴۰۰–۱۳۹۹ | ۲   | لیگ آزادگان | ۱۶ام                | سقوط    |
| ۰۱–۱۴۰۰   | ۳   | دسته ۲      | قهرمان              | صعود    |
| ۰۲–۱۴۰۱   | ۲   | لیگ آزادگان | ۱۷م                 | سقوط    |
| ۰۳–۱۴۰۲   | ۳   | دسته ۲      | ۵م گروه۱            |         |
| ۰۴–۱۴۰۳   | ۳   | دسته ۲      |                     |         |

## افتخارات
- لیگ دسته دوم ایران

 قهرمان(۳): ۷۲–۱۳۷۱، ۹۹–۱۳۹۸، ۰۱–۱۴۰۰